# Hungarian Football League 2022
La Hungarian Football League 2022 (detta anche "Veolia HFL 2022" per ragioni di sponsorizzazione) è la 17ª edizione del campionato di football americano di primo livello, organizzato dalla MAFSZ.

## Squadre partecipanti
| Club                | Città          | Stadio | Sponsor ufficiale | Risultato nella stagione 2021 |
| ------------------- | -------------- | ------ | ----------------- | ----------------------------- |
| Budapest Cowbells   | Budapest       |        |                   |                               |
| Budapest Wolves     | Budapest       |        |                   |                               |
| Fehérvár Enthroners | Székesfehérvár |        |                   |                               |
| Győr Sharks         | Győr           |        |                   |                               |
| Miskolc Steelers    | Miskolc        |        |                   |                               |

## Stagione regolare

### Calendario

#### 1ª giornata
| 16 aprile 2022 | Fehérvár Enthroners | 47 – 18 | Budapest Cowbells |  |

#### 2ª giornata
| 24 aprile 2022 | Miskolc Steelers | 28 – 25 | Győr Sharks |  |

#### 3ª giornata
| 7 maggio 2022 | Budapest Cowbells | 28 – 25 | Budapest Wolves |  |

| 8 maggio 2022 | Győr Sharks | 13 – 42 | Fehérvár Enthroners |  |

#### 4ª giornata
| 21 maggio 2022 | Miskolc Steelers | 21 – 29 | Budapest Cowbells |  |

| 22 maggio 2022 | Budapest Wolves | 16 – 13 | Győr Sharks |  |

#### 5ª giornata
| 4 giugno 2022 | Budapest Wolves | 13 – 33 | Fehérvár Enthroners |  |

| 5 giugno 2022 | Győr Sharks | 28 – 26 | Budapest Cowbells |  |

#### 6ª giornata
| 11 giugno 2022 | Miskolc Steelers | 31 – 38 | Budapest Wolves |  |

#### 7ª giornata
| 18 giugno 2022 | Fehérvár Enthroners | 28 – 7 | Miskolc Steelers |  |

### Classifica
La classifica della regular season è la seguente:
- PCT = percentuale di vittorie, G = partite giocate, V = partite vinte,  P = partite perse, PF = punti fatti, PS = punti subiti

| Pos. | Squadra             | PCT   | G | V | N | P | PF  | PS  |
| ---- | ------------------- | ----- | - | - | - | - | --- | --- |
| 1    | Fehérvár Enthroners | 1.000 | 4 | 4 | 0 | 0 | 150 | 51  |
| 2    | Budapest Cowbells   | .500  | 4 | 2 | 0 | 2 | 101 | 121 |
| 3    | Budapest Wolves     | .500  | 4 | 2 | 0 | 2 | 92  | 105 |
| 4    | Miskolc Steelers    | .250  | 4 | 1 | 0 | 3 | 87  | 120 |
| 5    | Győr Sharks         | .250  | 4 | 1 | 0 | 3 | 79  | 112 |

## Playoff

### Tabellone
|  | Semifinali | Semifinali          | Semifinali |                 |    | XVI Hungarian Bowl  | XVI Hungarian Bowl | XVI Hungarian Bowl |  |
|  |            |                     |            |                 |    |                     |                    |                    |  |
|  | 1          | Fehérvár Enthroners | 26         |                 |    |                     |                    |                    |  |
|  | 1          | Fehérvár Enthroners | 26         |                 |    |                     |                    |                    |  |
|  | 4          | Miskolc Steelers    | 13         |                 |    |                     |                    |                    |  |
|  | 4          | Miskolc Steelers    | 13         |                 | 1  | Fehérvár Enthroners | 31                 |                    |  |
|  |            |                     |            |                 | 1  | Fehérvár Enthroners | 31                 |                    |  |
|  |            |                     | 3          | Budapest Wolves | 24 |                     |                    |                    |  |
|  | 2          | Budapest Cowbells   | 3          | Budapest Wolves | 24 | 14                  |                    |                    |  |
|  | 2          | Budapest Cowbells   |            |                 |    |                     |                    |                    |  |
|  | 3          | Budapest Wolves     | 21         |                 |    |                     |                    |                    |  |

### Semifinali
| 2 luglio 2022 | Fehérvár Enthroners | 26 – 13 | Miskolc Steelers |  |

| 3 luglio 2022 | Budapest Cowbells | 14 – 21 | Budapest Wolves |  |

### XVI Hungarian Bowl
| 16 luglio 2022 | Fehérvár Enthroners | 31 – 24 | Budapest Wolves |  |

## Verdetti
- Fehérvár Enthroners Campioni dell'Ungheria 2022